# Médersa Bir Lahjar

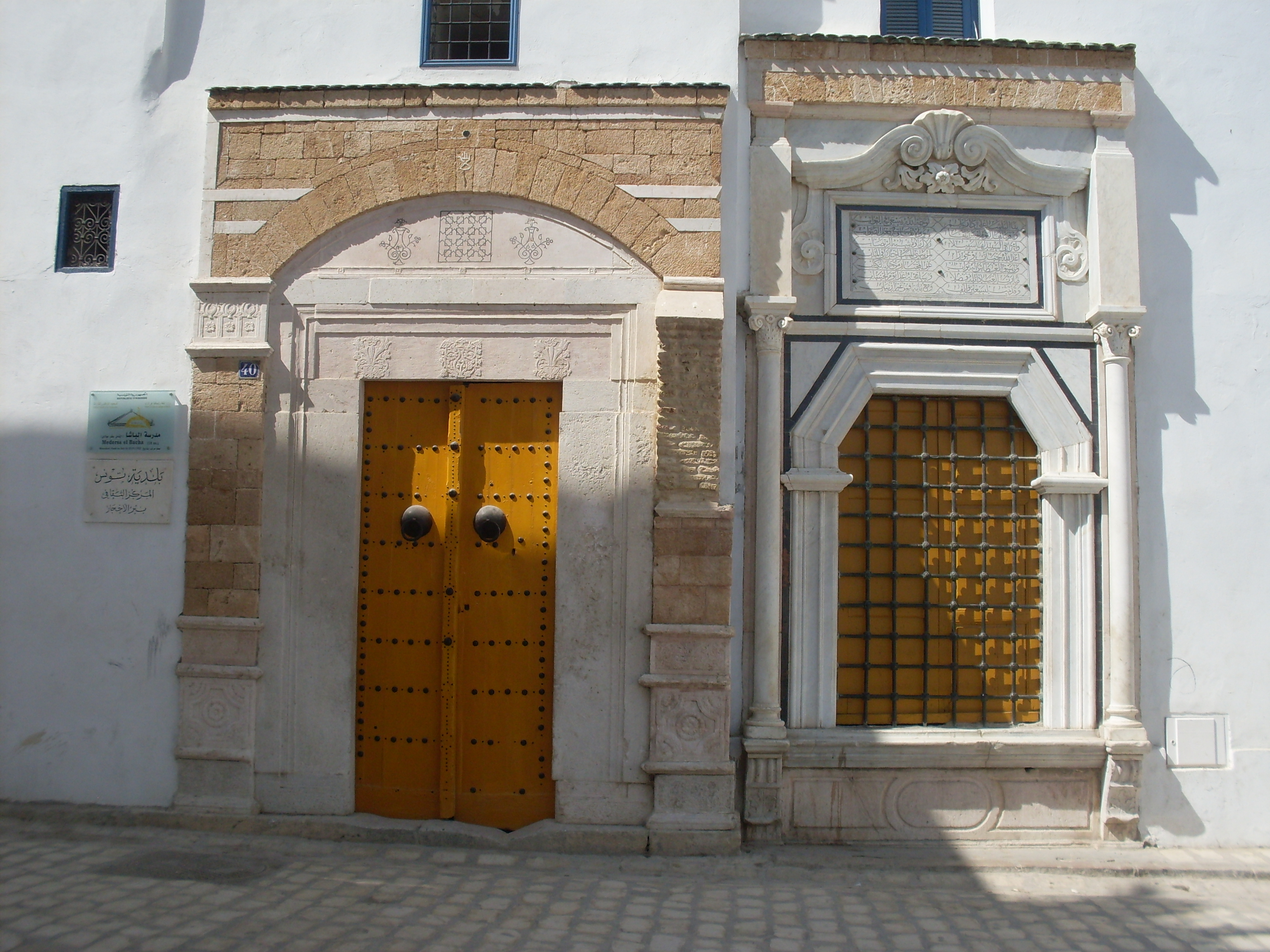
Entrée de la médersa Bir Lahjar.

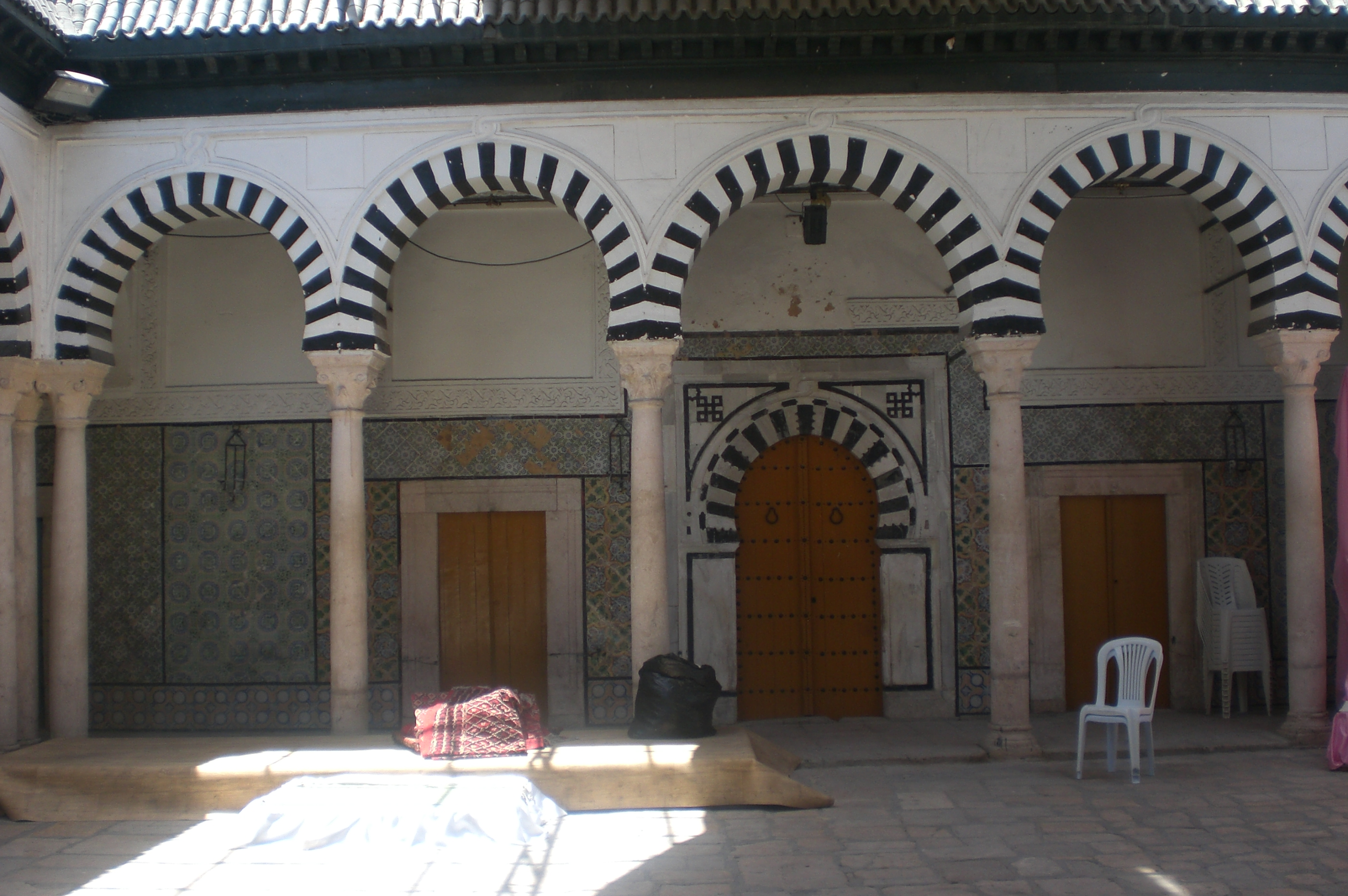
Patio de la médersa.

La médersa Bir Lahjar (arabe : مدرسة بئر الأحجار) est l'une des médersas de la médina de Tunis. Elle est édifiée sous le règne du bey husseinite Ali Ier Pacha.

## Localisation

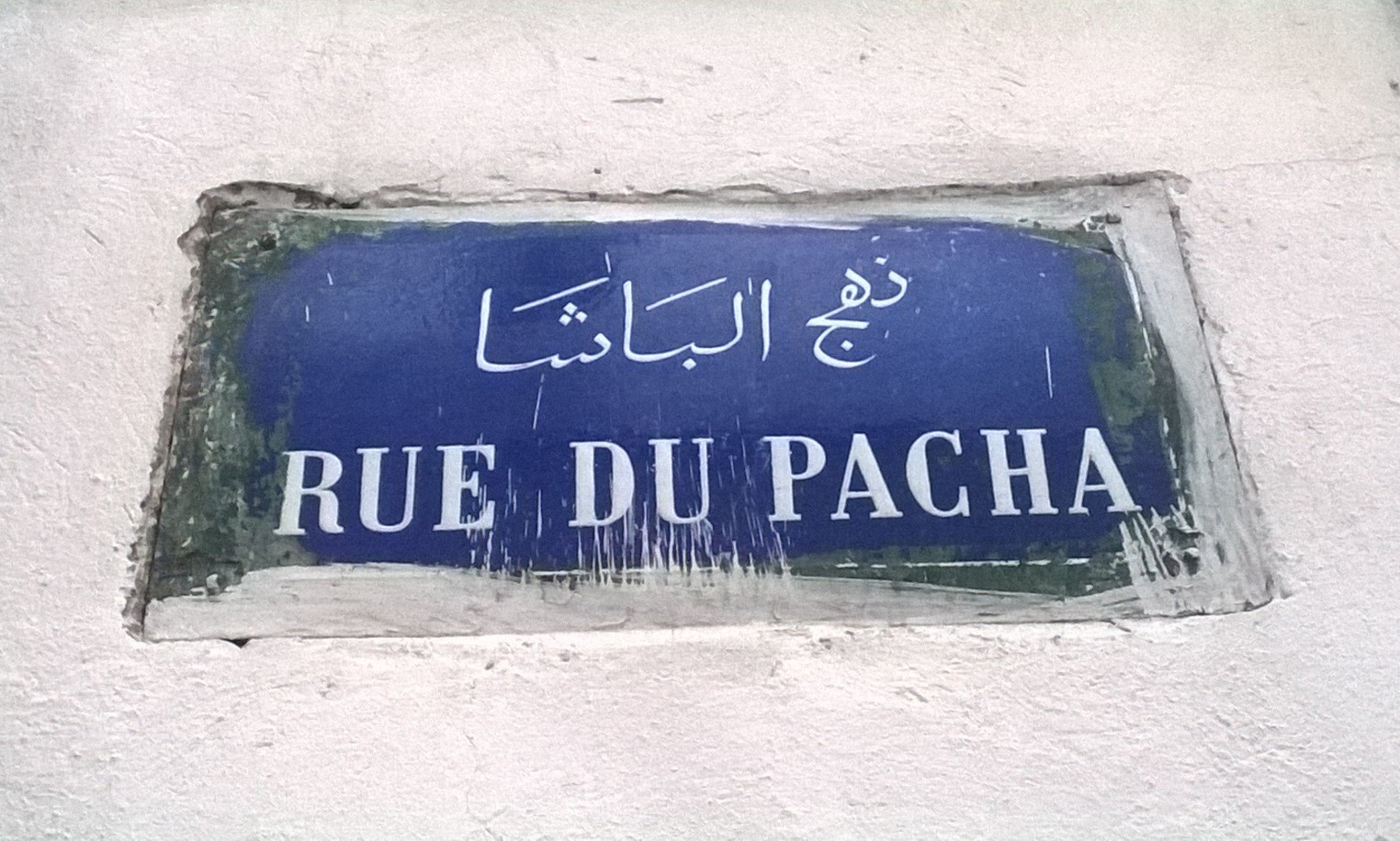
Plaque métallique indiquant la rue du Pacha.

La médersa se situe au numéro 40 de la rue du Pacha.

## Histoire
Ali Ier Pacha fait édifier plusieurs médersas au cours des dernières années de son règne, dont la médersa El Bachia (1752) puis la médersa El Achouria (1756). Au cours de cette même année 1756, Ali Pacha ordonne l'édification de la médersa Bir Lahjar dont les travaux sont terminés en 1757, soit après sa mort.
Cette médersa abrite seize chambres affectées aux étudiants de rite malikite originaires de l'intérieur du pays.

## Habous

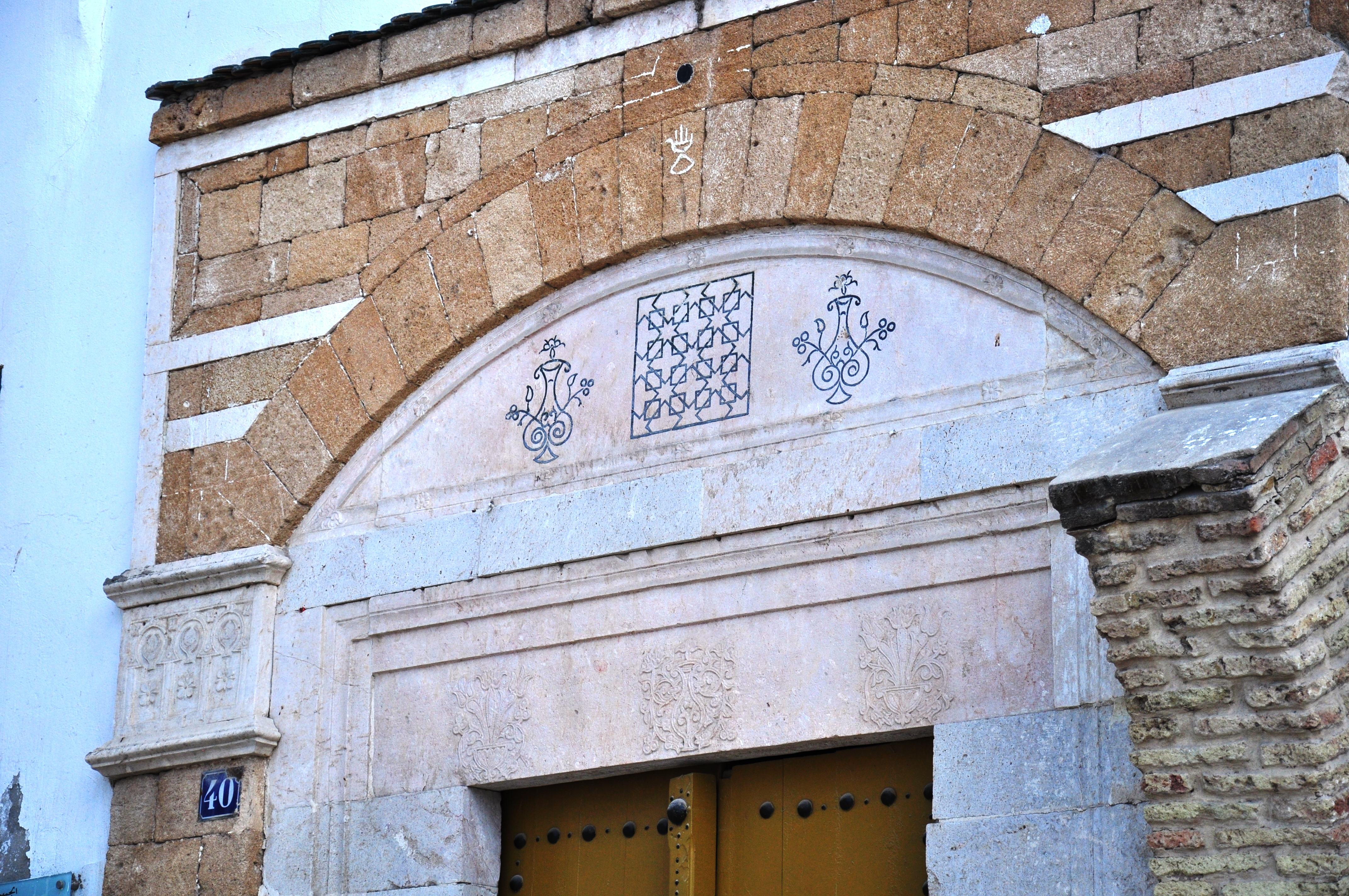
Motifs du tympan.

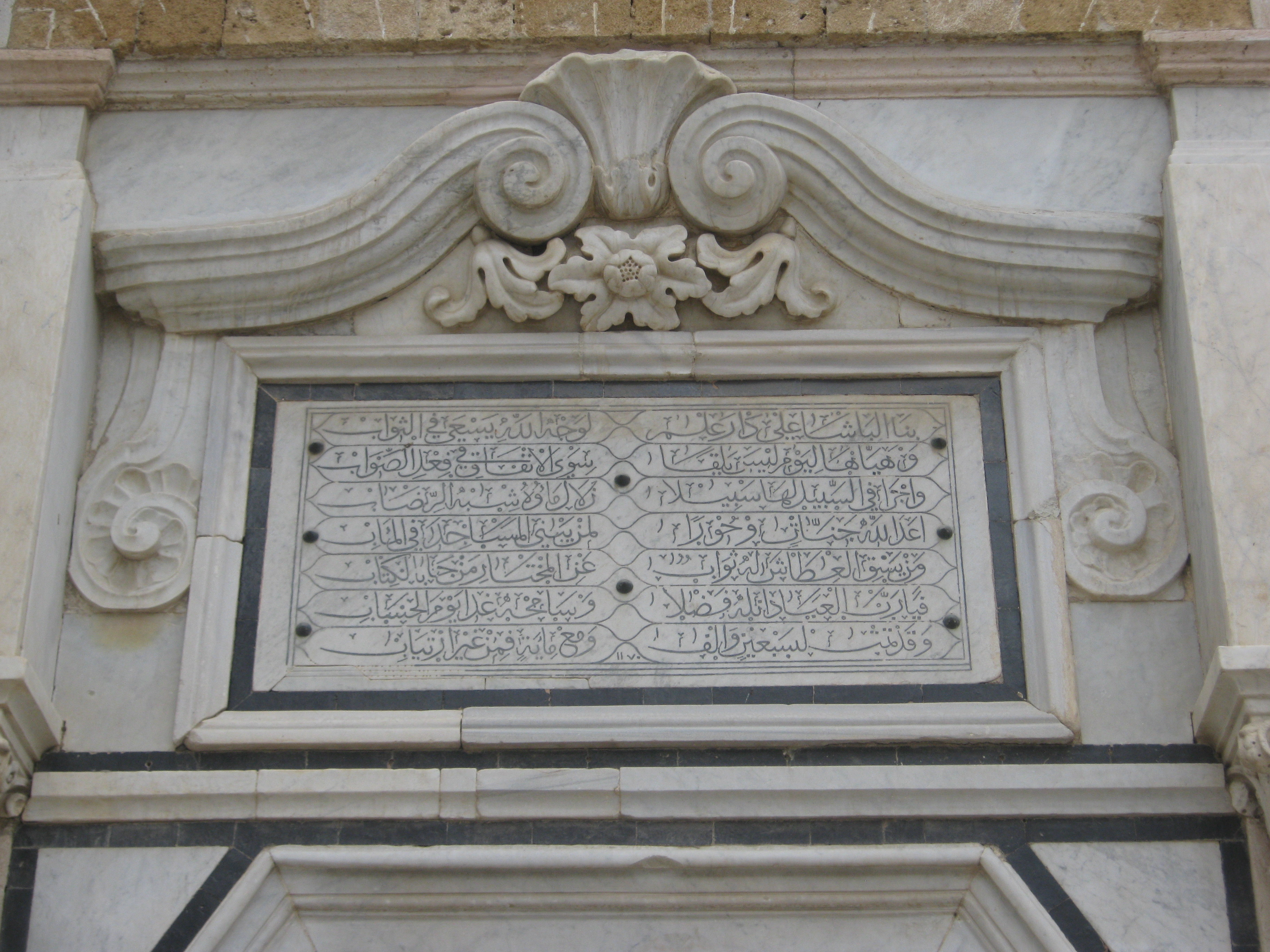
Texte de fondation de la médersa.

Ali Pacha a institué 25 biens immobiliers et fonciers en habous au profit de la médersa, dont cinq fondouks ou oukalas, un entrepôt, trois boutiques, une maison, seize terrains agricoles et une usine de briques.

## Architecture
La façade présente un beau plaquage de marbre, de calcaire clair et de grès coquillier. La porte est surmontée d'un arc de décharge surbaissé dont le tympan est décoré par des motifs faits par incrustation de plomb.
À droite de l'entrée, une fenêtre abrite le sabil (fontaine publique), inscrit dans un encadrement en marbre terminé par deux colonnettes. L'inscription de fondation de l'édifice figure sur une plaque en marbre située au-dessus du sabil.

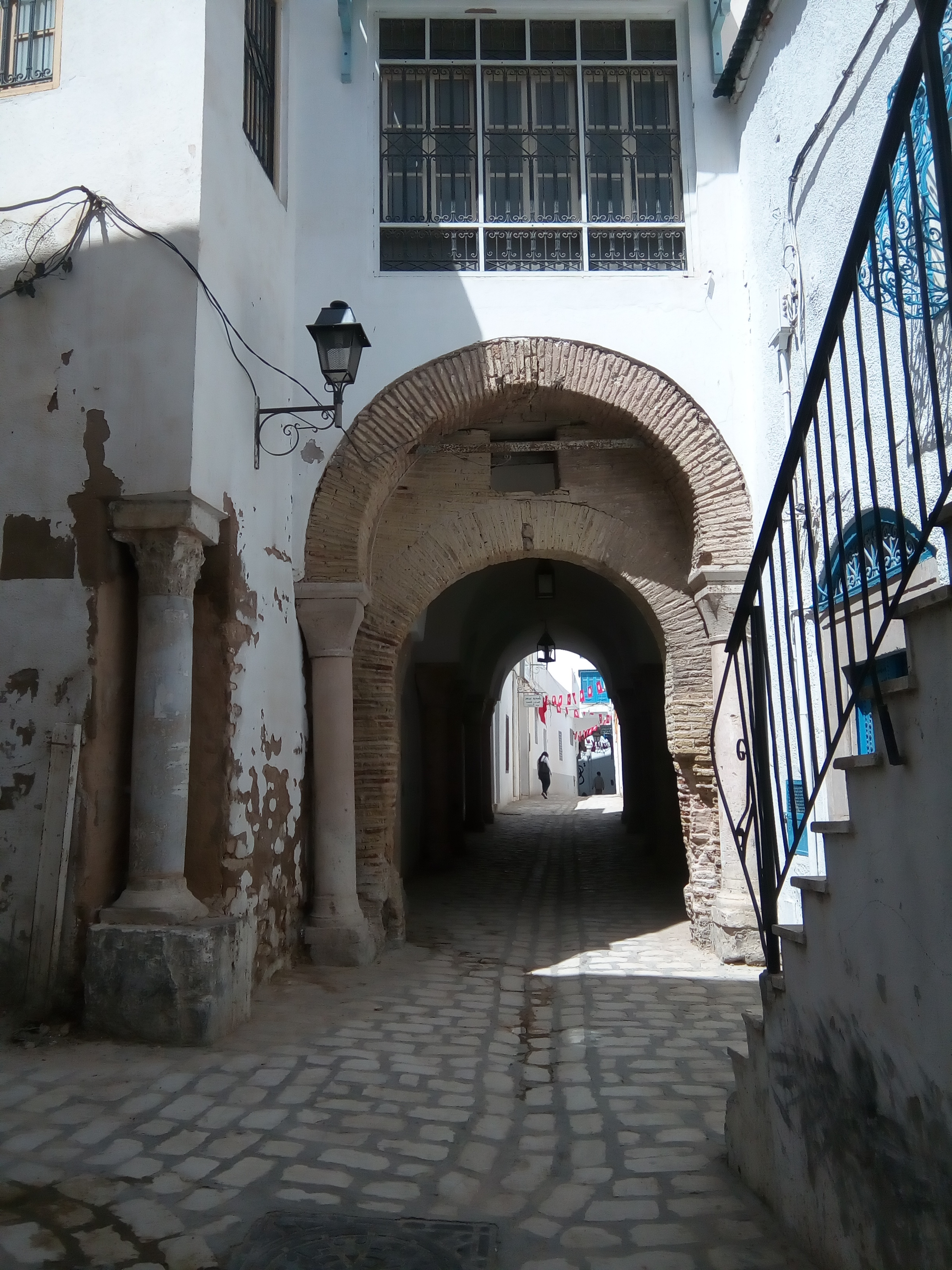
Vue de la rue Bir Lahjar.
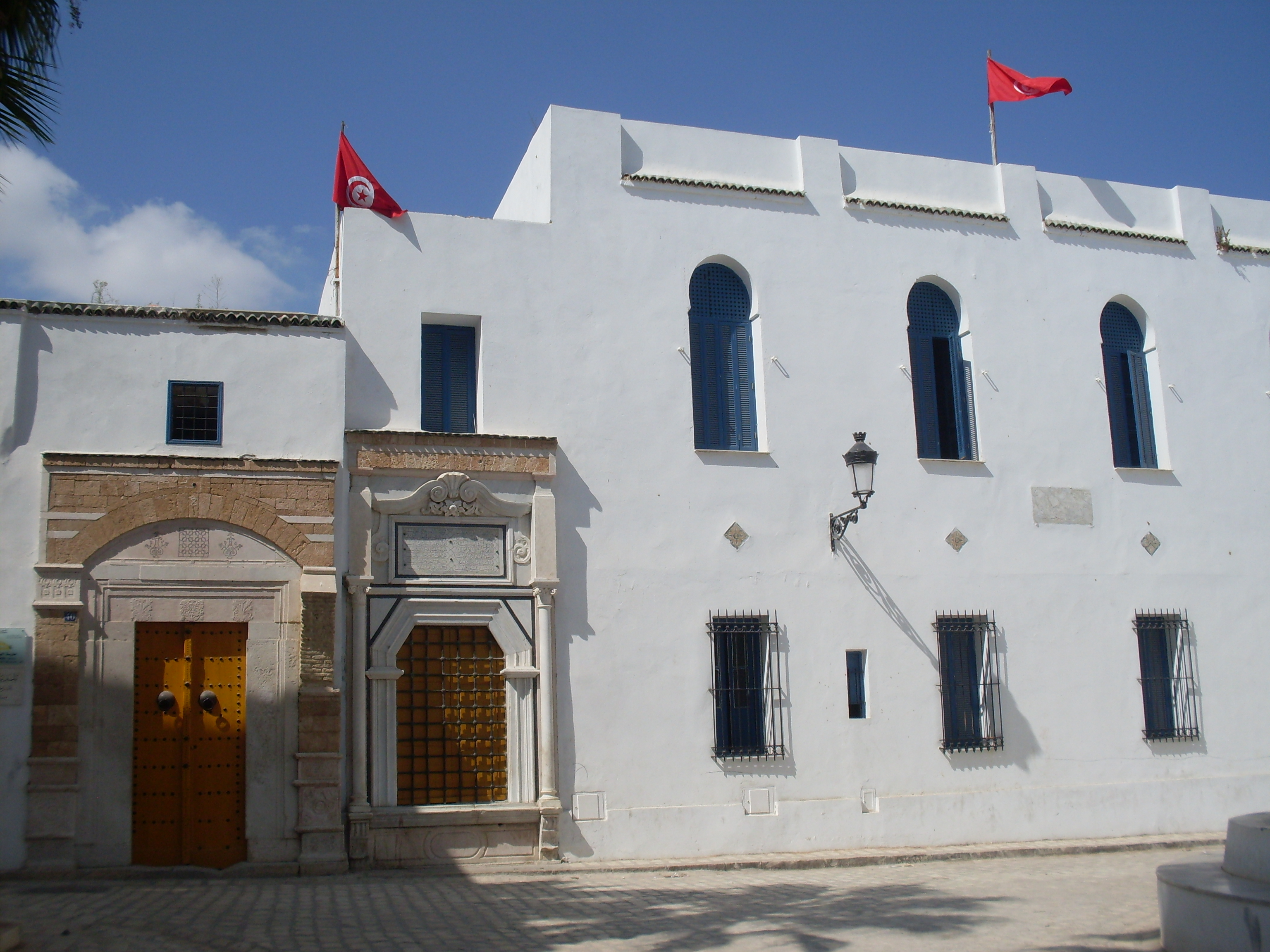
Facade de la médersa.
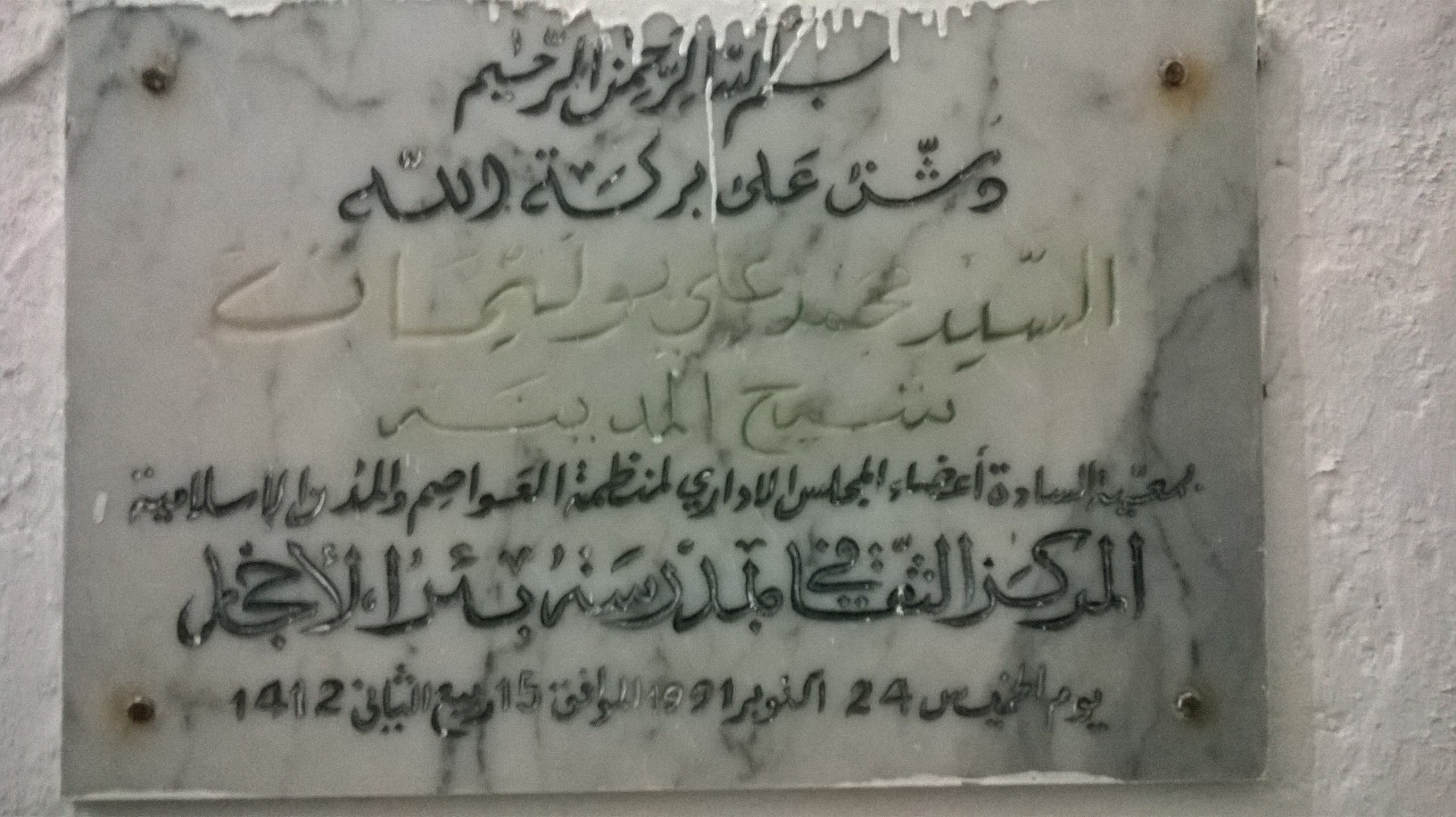
Plaque célébrant l'inauguration du centre culturel Bir Lahjar.
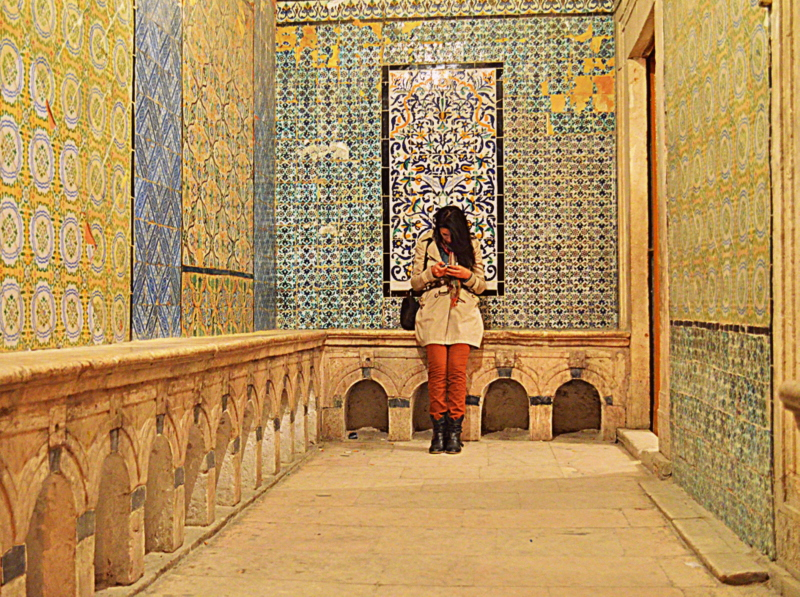
Entrée de la médersa.
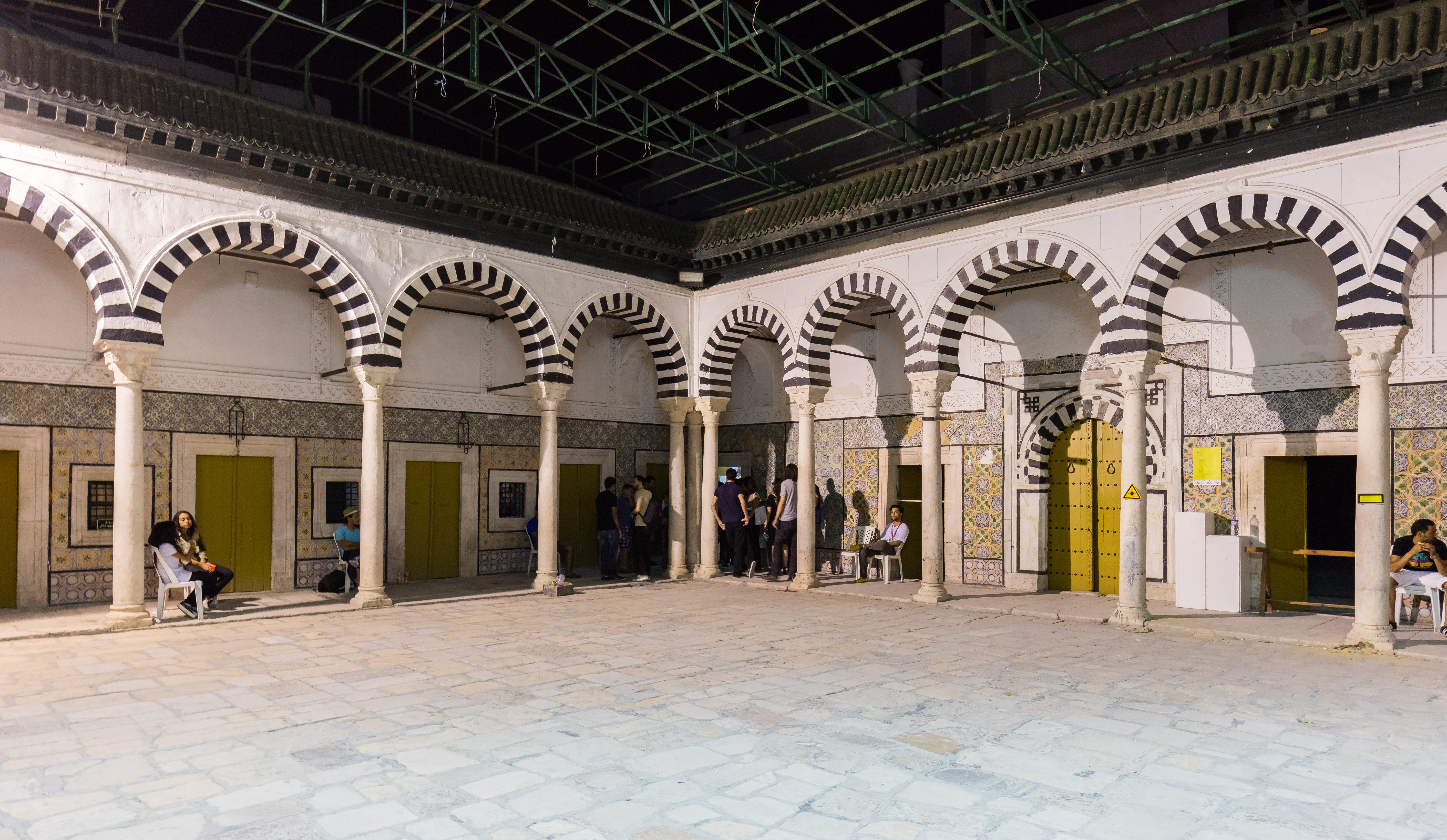
Patio de la médersa.

La porte et le sabil disposent d'une corniche en tuiles vertes.